# Piura (regiune)
Regiunea Piura (în spaniolă Departamento de Piura) este una din cele 25 de regiuni ale Perului situată în partea de nord Perului mărginită de Ocenul Pacific. Capitala sa este Piura.
Regiunea este limitată astfel: 
- la nord de regiunea Tumbes și de Ecuador,
- la sud de regiunea Lambayeque,
- la est de regiunea Cajamarca,
- la vest de Oceanul Pacific.

## Diviziuni administrative
Regiunea este compusă din 8 provincii : 
- Ayabaca
- Huancabamba
- Morropón
- Paita
- Piura
- Sechura
- Sullana
- Talara

care sunt la rândul lor împărțite în 64 districte.